# HD185872
HD185872 — хімічно пекулярна зоря спектрального класу
B9 й має  видиму зоряну величину в смузі V приблизно  5,4.
Вона  розташована на відстані близько 685,2 світлових років від Сонця
і наближається до нас зі швидкістю близько 27,5 км/сек.

## Фізичні характеристики
Зоря HD185872 обертається порівняно повільно навколо своєї осі. Проєкція її екваторіальної швидкості на промінь зору становить  Vsin(i)= 34км/сек.

## Пекулярний хімічний склад
Зоряна атмосфера HD185872 має підвищений вміст 
Si
.